# Ekonomiåret 1939

## Bildade företag

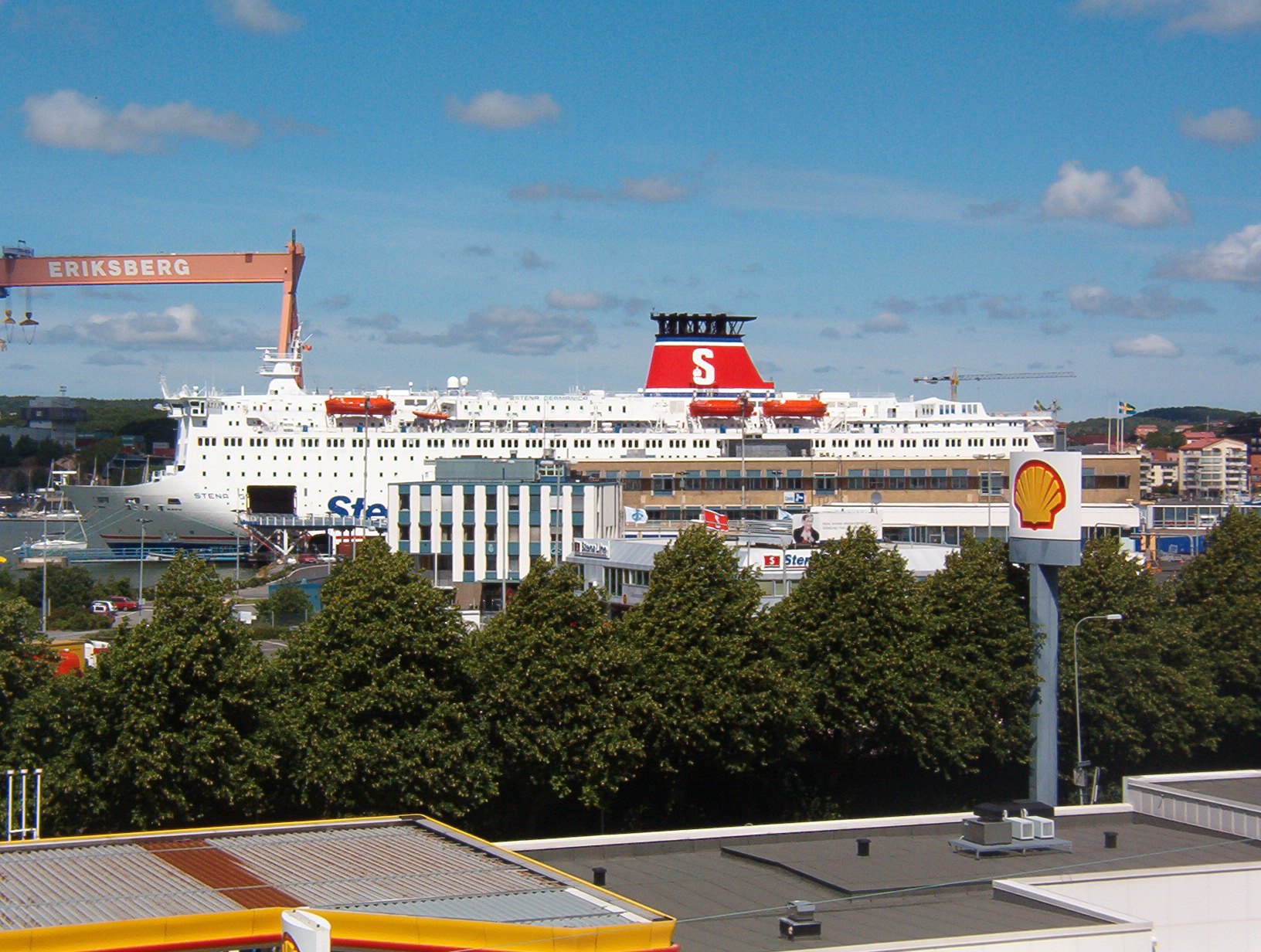
Stena AB bildas

- Stena AB, svenskt färjerederi[1]

## Avlidna
- 31 mars - Johan Petter Åhlén, 59, svensk företagsledare, grundare av företaget Åhlén och Holm.